# Bán Frigyes

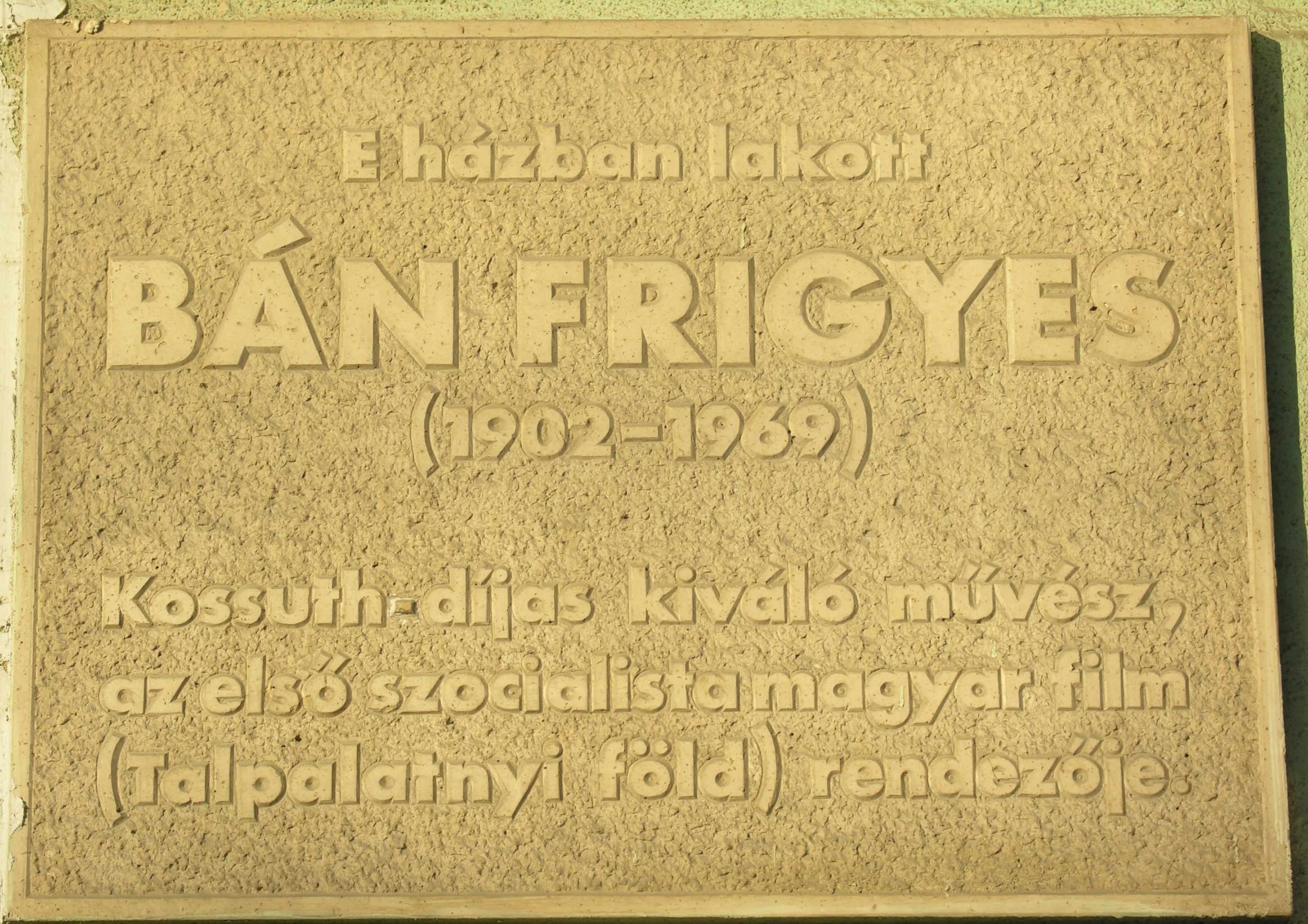
Bán Frigyes emléktáblája egykori lakhelyén, a Róna utca 171. szám alatt

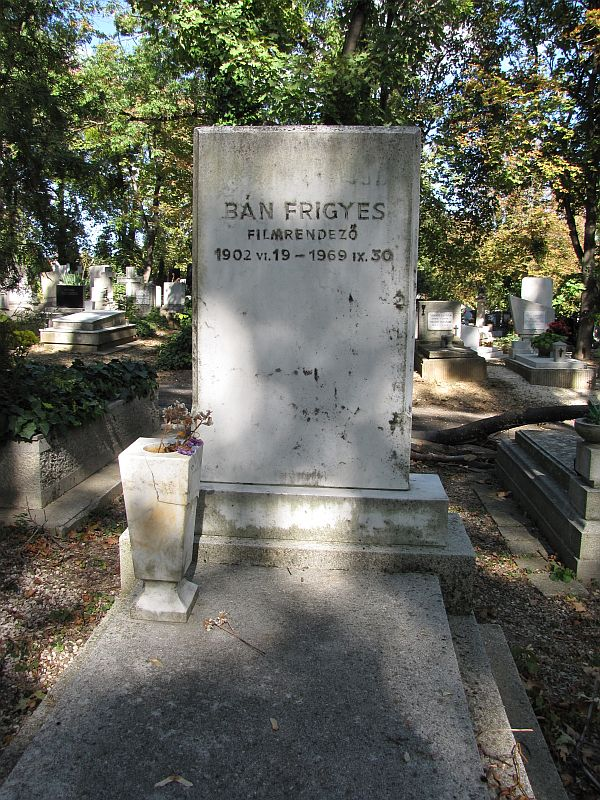
Bán Frigyes sírja Budapesten. Farkasréti temető: 6/13-1-49

Bán Frigyes, Beller Frigyes Sándor (Kassa, 1902. június 19. – Budapest, 1969. szeptember 30.) háromszoros Kossuth-díjas magyar filmrendező.

## Életpályája
Beller Károly és Groh Emília fiaként született. Katonai iskolát végzett, katona azonban nem lett belőle. Az 1920-as években a filmezés mellett döntött. A budapesti Filmgyárba került, ahol asszisztensként kezdett dolgozni. Az 1930-as években vágóként, forgatókönyvíróként dolgozott, de kisebb színészi szerepeket is játszott. Első önálló filmjét 1939-ben készítette el Mátyás rendet csinál címmel. 1948-ban rendezte a Talpalatnyi föld című filmjét, amely nemzetközi sikert aratott. Az 1953-ban forgatott Semmelweis című filmjéért életrajzi díjat kapott Karlovy Vary-ban. 1967-ben kezdte el forgatni a Bolondos vakáció című filmet, ezt azonban befejezni már nem tudta. Autóbalesetet szenvedett, 1969. szeptember 30-án halt meg Budapesten.
Első felesége Timár Kató színésznő, forgatókönyvíró volt, 1934. május 27-én kötöttek házasságot Budapesten, majd 1955-ben elváltak. Második neje Vass Éva színésznő.

## Filmjei

### Játékfilmek
- Mátyás rendet csinál (1939)
- Zavaros éjszaka (1940)
- Az utolsó dal (1941)
- Kadétszerelem (1941)
- Háry János (1941)
- Egy éjszaka Erdélyben (1941)
- 5-ös számú őrház (1942 - forgatókönyvíró is)
- Valahol Oroszországban (1942)
- Az éjszaka lánya (1942)
- Csalódás (1942)
- Tengerparti randevú (1943)
- Legény a gáton (1943)
- Éjjeli zene (1943)
- A három galamb (1944)
- Azért is maradok (1944)
- Üsd pofon! (1944)
- Mezei próféta (1947 - forgatókönyv is)
- Talpalatnyi föld (1948)
- Úri muri (1949)
- Felszabadult föld (1950 - forgatókönyv is)
- Tűzkeresztség (1951)
- Első fecskék (1952)
- Semmelweis (1952)
- Rákóczi hadnagya (1953)
- A császár parancsára (1956)
- Zsebek és emberek (1956)
- Csendes otthon (1957)
- Csigalépcső (1957)
- Szent Péter esernyője (1958 - forgatókönyv is)
- Szegény gazdagok (1959 - forgatókönyv is)
- Rangon alul (1960)
- Napfény a jégen (1961)
- Felmegyek a miniszterhez (1961)
- A pénzcsináló (1964)
- Kár a benzinért (1964)
- Büdösvíz (1967)[7]

### Tévéfilmek
- Prakovszky, a siket kovács (1963)

## Díjai, elismerései
- Kossuth-díj (1950, 1952, 1954)
- Érdemes művész (1952)
- Kiváló művész (1966)